# Donacoscaptes cretaceipars
Donacoscaptes cretaceipars là một loài bướm đêm trong họ Crambidae.